# Królowe Stojło
Królowe Stojło – wieś w Polsce położona w województwie podlaskim, w powiecie białostockim, w gminie Gródek. Leży nad rzeką Supraśl.
| SIMC    | Nazwa           | Rodzaj    |
| ------- | --------------- | --------- |
| 0029104 | Płachowszczyzna | część wsi |
| 0029110 | Sosnowy Brzeg   | część wsi |

W latach 1975–1998 miejscowość administracyjnie należała do województwa białostockiego.
Prawosławni mieszkańcy wsi należą do parafii Narodzenia Najświętszej Marii Panny w Gródku, a wierni kościoła rzymskokatolickiego do parafii Najświętszego Serca Pana Jezusa w Gródku.